# Déficit androgénique lié à l'âge
 (décembre 2024).
Le déficit androgénique lié à l'âge (DALA) ou andropause est un phénomène biologique, analogue à la ménopause de la femme, qui peut affecter les hommes entre quarante et cinquante-cinq ans. À l’inverse des femmes, les hommes n’ont pas de jalon net comme la cessation des menstruations pour marquer cette transition. Tous deux, toutefois, se caractérisent par une baisse des niveaux hormonaux, les œstrogènes chez la femme, la testostérone chez l’homme. Les changements corporels surviennent très graduellement chez l’homme et peuvent être accompagnés de changements d’attitudes et d’humeurs, de fatigue, de perte d’énergie, de libido et d’agilité physique.
Des études montrent que ce déclin en testostérone peut fragiliser les hommes avec pour conséquence des problèmes de santé tels que les maladies cardiaques et la fragilisation des os.

## Historique
L'andropause est décrite dans la littérature médicale pour la première fois dans les années 1940, mais notre capacité à la diagnostiquer est relativement récente. Les tests diagnostiques, indisponibles jusqu'à la première décennie du XXIe siècle, ont permis à l'andropause de rester un sujet de débat parmi les endocrinologues et les professionnels de la santé masculine. L'idée que l'homme âgé, à l'instar de la femme, puisse être sujet à des fluctuations d'hormones sexuelles a été difficile à accepter. Aujourd'hui, l'intérêt pour l'andropause croît parmi les chercheurs spécialisés en gérontologie. Une acceptation incontestée nécessite davantage d'investigation.

## Terminologie
Le terme « andropause » est critiqué car implique une dichotomie (le patient est en andropause ou ne l'est pas) ce qui ne reflète pas la réalité. Le terme « hypogonadisme » est ainsi préféré par plusieurs sociétés savantes.

## Causes
Le niveau de testostérone décroît chez l'homme à partir de trente ans, et de 10 % par décennie. Dans le fonctionnement normal du système hormonal masculin, la majeure partie de la testostérone est liée à deux composants sanguins, la sex hormone-binding globulin (SHBG) et l'albumine qui la transportent et participent à sa régulation. Ils se partagent ainsi 97 à 98 % du total. Quant aux 2 à 3 % restants, ils sont dits « biodisponibles » ou « testostérone libre ».
En outre, les sites où la testostérone doit se lier pour être efficace peuvent être occupés par l'estradiol, œstrogène présente aussi chez l'homme, qui augmente avec l'âge et le poids. Au-delà de soixante ans, une carence en testostérone est fréquente.

## Diagnostic
Leur qualité de vie amoindrie, les hommes de plus de cinquante ans consultent de plus en plus fréquemment, se plaignant de « ne plus être l'homme qu'ils étaient ». Une étude européenne en 2010 estime que 2 % de la population étudiée est concernée, les insuffisances majeures étant diagnostiquées chez 20 % des plus de soixante ans (les chiffres de 30 % des quinquagénaires sont ceux avancés par le « marché des érectiles »).
Jusqu'à récemment, l'andropause était mal identifiée ; les symptômes étaient vagues et variaient grandement d'un individu à l'autre :
- signes sexuels à type de baisse de la libido, espacement des rapports, troubles de l'érection ;
- signes morphologiques comportant une perte de masse musculaire et de force, prise de poids de type gynoïde, une diminution de la pilosité axillaire, pubienne, et du volume testiculaire, une ostéoporose, une peau amincie et sèche ;
- signes fonctionnels avec asthénie, hypersudation, parfois bouffées de chaleurs, troubles mictionnels, du sommeil, avec augmentation des apnées du sommeil ;
- troubles neuropsychiatriques avec une difficulté de concentration, manque de confiance en soi, irritabilité ou indifférence, baisse d'aptitude au travail, troubles de la mémoire récente.

La diminution de production de l'hormone mâle est très progressive : elle débute vers trente ans et s'étale jusqu'au décès sur les trois, quatre ou cinq décennies suivantes. Elle diminue de 1 % par an à partir de l'âge de cinquante ans, les insuffisances majeures étant diagnostiquées chez 20 % des plus de soixante ans. Elle n'est pas toujours symptomatique. Aussi, un homme peut vivre de manière optimale au tiers ou à la moitié du taux sanguin d'un autre.
En 2010, un questionnaire et différents examens biologiques sont réalisés sur 3 369 hommes âgés entre 40 et 79 ans vivant dans huit pays européens : l'étude statistique révèle que sur les 32 symptômes potentiels pouvant être a priori retenus, neuf, liés à une diminution des niveaux de testostérone, ont été sélectionnés par les chercheurs. Parmi les plus importants : réduction de la fréquence des érections du petit matin, effacement progressif des pensées avec connotation sexuelle, réduction de la qualité des érections, existence d'une sensation de fatigue, incapacité à avoir une activité physique minimale ainsi que des symptômes dépressifs (perte de tonus, sensation de tristesse). Les auteurs de cette étude ont conclu que la présence de trois de ces symptômes sexuels combinés à de bas niveaux de testostérone (taux de « testostérone totale » inférieur à 11 nmol·l-1 et taux de « testostérone libre » inférieur à 220 pmol·l-1) était requise pour diagnostiquer l'hypogonadisme chez les hommes plus âgés.

## Traitement

### Testostérone
L'andropause est liée à des niveaux de testostérone bas. Tout homme en fait l'expérience, certains davantage. Alors que le concept du niveau « normal » de testostérone est sujet à interprétation, un niveau total de testostérone dans le sérum sanguin au-dessus de 35 nanogrammes par millilitre (12 nmol·l-1) est normal et ne requiert pas de traitement. Un taux inférieur à 20 ng·ml-1 (8 nmol·l-1) peut bénéficier d'un traitement. Une valeur intermédiaire porte à discussion et mérite d'être répétée, une supplémentation systématique, dans ces cas, n'ayant pas apporté la preuve d'une efficacité. Un taux de testostérone libre en deçà de 6,0 picogrammes par millilitre peut faire discuter également un traitement.
L'apport d'un complément de testostérone sous supervision médicale est simple : par injection, gel, patch ou cartouche implantée. La difficulté réside dans le dosage. L’hormonothérapie à la testostérone pourrait accroître la libido, améliorer la qualité des érections, augmenter le niveau d’énergie, affermir les muscles et pourrait contribuer à une meilleure densité minérale osseuse. La testostérone pourrait aussi retarder le processus de vieillissement. Un excès de testostérone peut, par contre, avoir des effets déplaisants, voire dangereux. Il y aurait un risque potentiellement accru d’hypertrophie bénigne de la prostate, de cancer de la prostate (même si cela n'a pas été formellement démontré,), de cancer du sein, de problèmes au foie, d’apnée du sommeil et de caillots sanguins.[réf. nécessaire]

### Gonadotrophines chorioniques
Les gonadotrophines chorioniques sont des hormones extraites des urines de femmes enceintes qui possèdent la propriété de raviver les sécrétions des testicules. Ces hormones sont actives si et seulement si les testicules sont capables de répondre. Elles ont un avantage : après deux à trois mois de traitement, les testicules redémarrent. S'il y a rechute, une nouvelle cure est indispensable.

### L’hormone de croissance
L’hormone de croissance stimule la croissance de l’enfant et assure chez l’adulte la fonction de restaurer les stocks de protéines détruites pendant l’activité de la journée sous l’effet de la cortisone. Cette hormone pourrait donc aider le maintien de la musculature de l’homme prenant de l’âge.

### Le sulfate de DHEA
Le sulfate de déhydroépiandrostérone est une hormone mâle qui est sécrétée par les glandes surrénales. Le traitement par le sulfate de DHEA pourrait ralentir le vieillissement. Le sulfate de DHEA aurait la capacité de rendre l’hormone de croissance plus active. Son efficacité réelle reste controversée.

### La mélatonine
La mélatonine est une hormone de la glande pinéale qui permettrait de lutter efficacement contre les troubles du sommeil liés au vieillissement. Cette hormone aurait le pouvoir de ralentir le vieillissement artériel. Elle pourrait aussi stimuler le système immunitaire dont l’efficacité diminue avec l’âge. Certains chercheurs affirment que la mélatonine stimulerait aussi l’activité sexuelle.